# Polyoza lacordairei
Polyoza lacordairei là một loài bọ cánh cứng trong họ Cerambycidae.